# Острова Кайман на летних Олимпийских играх 2008
Каймановы Острова принимали участие в Летних Олимпийских играх 2008 года в Пекине (Китай) в восьмой раз за свою историю, но не завоевали ни одной медали. Сборную страны представляли 4 участника, из которых 1 женщина.